# Janek Wiśniewski
Janek Eugeniusz Wiśniewski es un nombre ficticio dado a Zbigniew Eugeniusz Godlewski (Zielona Góra, 3 de agosto de 1952-Gdynia, 7 de diciembre de 1970), trabajador polaco, empleado de la Autoridad Portuaria de Gdynia, fusilado durante los sucesos de diciembre de 1970, en el poema Balada de Janek Wiśniewski.

## La leyenda y la persona real
El nombre fue inventado por el autor Krzysztof Dowgiałło para simbolizar al trabajador de dieciocho años asesinado en la ciudad polaca de Gdynia por el ejército o la policía el 17 de diciembre de 1970 durante las revueltas de aquel año. La imagen de un hombre joven anónimo llevado a hombros a través de los cordones policiales y tanques inspiró a Dowgiałło para escribir el poema. No conociendo su nombre en aquel momento, el autor decidió darle un nombre típicamente polaco. Más tarde se descubriría que el hombre se llamaba en realidad Zbigniew Godlewski y vivía en la cercana ciudad de Elbląg. En 1970 fue muerto a disparos junto con otras cuarenta personas.
La leyenda fue popularizada a finales de los años setenta por una canción de Mieczysław Cholewa, Pieśń o Janku z Gdyni y Jacek Kaczmarski en su Ballada o Janku Wiśniewskim. La canción fue interpretada por Krystyna Janda durante los créditos finales de la película de 1981, El hombre de hierro, dirigida por Andrzej Wajda. Tras la caída del comunismo en Polonia, se puso a sendas calles los nombres de Zbigniew Godlewski y Janek Wiśniewski.
Una de las calles de su ciudad natal de Elbląg recibió su nombre. También se estableció una calle dedicada a la memoria de Zbyszek Godlewski en Zielona Góra, donde nació y pasó las últimas vacaciones de su vida.

## Ballada o Janku Wiśniewskim
| Chłopcy z Grabówka, chłopcy z Chyloni Dzisiaj milicja użyła broni Dzielnieśmy stali, celnie rzucali Janek Wiśniewski padł Na drzwiach ponieśli go Świętojańską Naprzeciw glinom, naprzeciw tankom Chłopcy, stoczniowcy, pomścijcie druha Janek Wiśniewski padł Huczą petardy, ścielą się gazy Na robotników sypią się razy Padają starcy, dzieci, kobiety Janek Wiśniewski padł Jeden raniony, drugi zabity Krew się polała grudniowym świtem To Partia strzela do robotników Janek Wiśniewski padł Krwawy Kociołek to kat Trójmiasta Przez niego giną dzieci, niewiasty Poczekaj draniu, my cię dostaniem Janek Wiśniewski padł Stoczniowcy Gdyni, stoczniowcy Gdańska Idźcie do domu, skończona walka Świat się dowiedział, nic nie powiedział Janek Wiśniewski padł Nie płaczcie matki, to nie na darmo Nad stocznią sztandar z czarną kokardą Za chleb i wolność, i nową Polskę Janek Wiśniewski padł | Niños de Grabówek, niños de Chylonia Hoy la policía abrió fuego Resistimos valientemente, certeramente tiramos Janek Wiśniewski cayó Lo llevamos sobre una puerta a lo largo de Świętojańska Contra los polis, contra los tanques Niños, trabajadores de los astilleros, vengad a vuestro compañero Janek Wiśniewski cayó Suenan los petardos, se esparce el gas Golpean a los trabajadores Caen ancianos, niños y mujeres Janek Wiśniewski cayó Uno está herido, otro asesinado Se ha derramado sangre al amanecer Es el Partido disparando a los obreros Janek Wiśniewski cayó El sangriento Kociołek es el verdugo de la Triciudad Por su culpa mueren niños y mujeres Espera hijo de puta, te vamos a coger Janek Wiśniewski cayó Trabajadores de los astilleros de Gdynia, trabajadores de Gdańsk Marchaos a casa, se acabó la lucha El mundo lo ha visto, y nada ha dicho Janek Wiśniewski cayó No lloréis, madres, no ha sido en vano Sobre el astillero, bandera con crespón Por pan y libertad, y una Polonia nueva Janek Wiśniewski cayó |